# Hiéroglyphe égyptien Y5

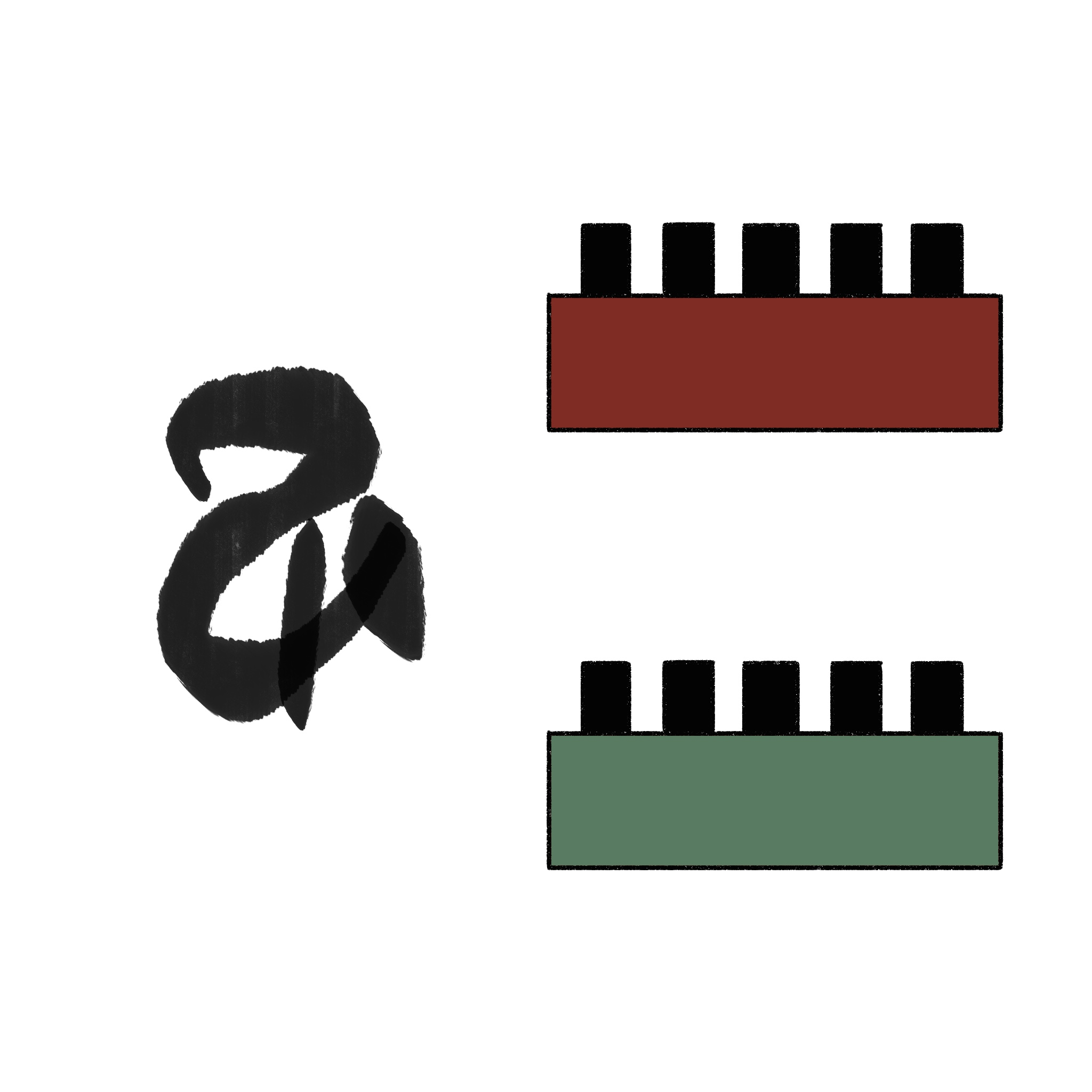
Version hiératique et hiéroglyphique

Le plateau de jeu, en hiéroglyphes égyptiens, est un caractère hiéroglyphique bilitère classé dans la section Y « Écriture, jeux, musique » de la liste de Gardiner, noté Y5. Il représente un plateau de jeu de senet, un jeu pratiqué par les anciens Egyptiens. Il est translittéré mn.

## Exemples de mots
Ce caractère est utilisé dans un certain nombre de mots et de noms égyptiens, notamment des noms de divinités et de pharaons. On le retrouve ainsi dans le nom des dieux Montou (Mentchou):
| mn · n · T | w |

et Amon (Imen):
| mn · n · T | w |

On le retrouve encore dans des noms des pharaons faisant référence à ces divinités, comme Montouhotep, Amenhemat ou Amenophis.
Il est également utilisé comme déterminatif du nom du jeu de senet :

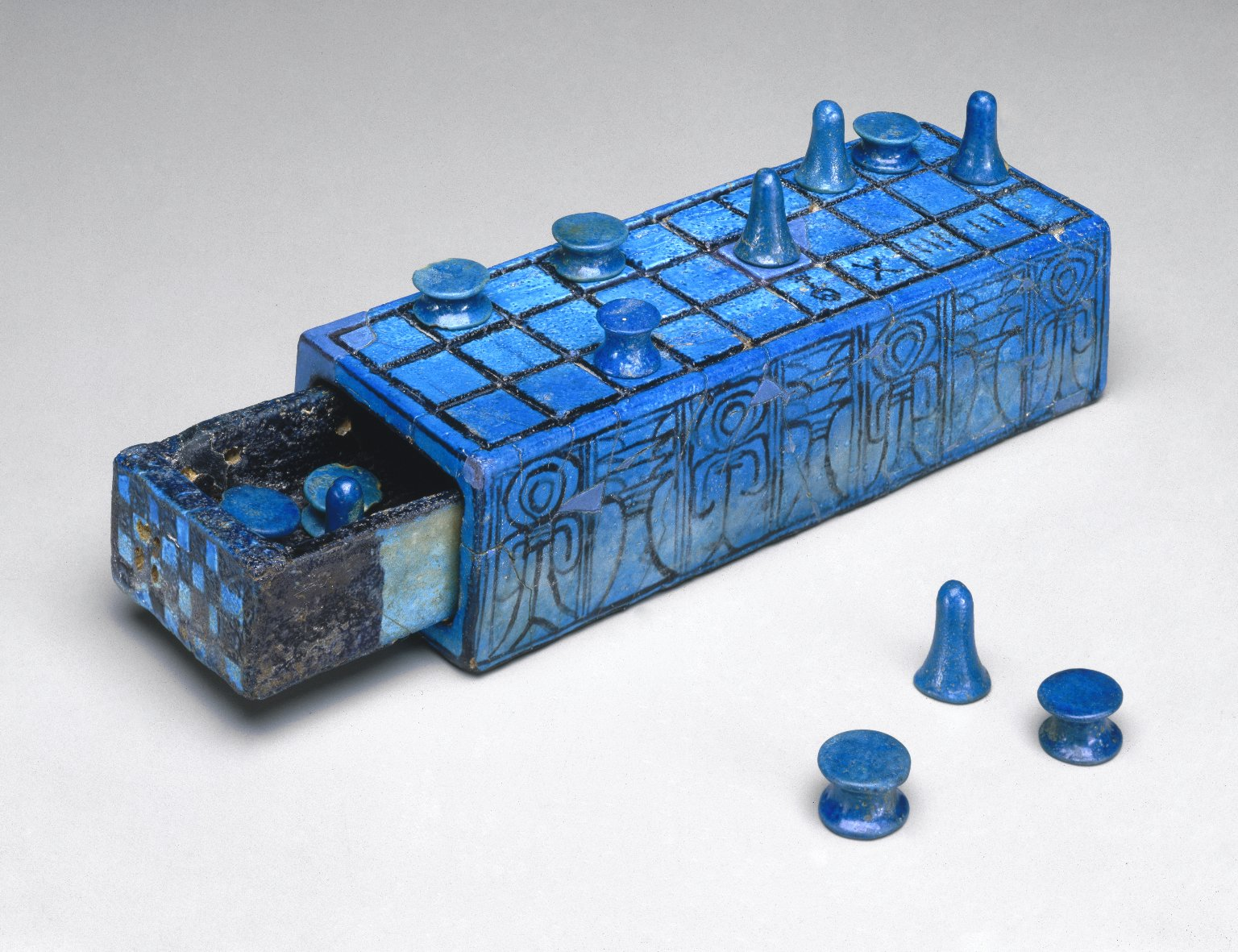
Plateau de jeu de senet

| z · n | t · mn |